# Evrovizijska Melodija 2022
La ventiseiesima edizione di Evrovizijska Melodija si è svolta dal 5 al 19 febbraio 2022 presso gli studi televisivi di RTV Slovenija a Lubiana e ha selezionato il rappresentante della Slovenia all'Eurovision Song Contest 2022 a Torino.
I vincitori sono stati gli LPS con Disko.

## Organizzazione
L'emittente slovena Radio Televizija Slovenija (RTV SLO) ha confermato la partecipazione della Slovenia all'Eurovision Song Contest 2022 il 15 settembre 2021, annunciando inoltre l'organizzazione della 26ª edizione di Evrovizijska Melodija per selezionare il proprio rappresentante. L'8 ottobre 2021 l'emittente ha dato la possibilità agli aspiranti partecipanti di inviare i propri brani entro il 22 novembre successivo, con la condizione che gli interpreti e che almeno la metà dei compositori fossero cittadini o residenti permanenti in Slovenia. I medesimi criteri sono stati richiesti anche per la 2ª edizione di EMA Freš, la preselezione organizzata dall'emittente che ha permesso a quattro artisti emergenti nel panorama musicale nazionale di prendere parte alla competizione.
Il festival si è articolato in quattro spettacoli in totale: uno show è stato dedicato alla finale di EMA Freš, che ha decretato i quattro vincitori che prenderanno parte alla competizione principale, seguito da due semifinali da 10 partecipanti ciascuna e, infine, dalla finale del 19 febbraio 2022.
In ogni semifinale il voto del pubblico ha decretato i primi 3 classificati da far accedere alla finale, a cui si sono aggiunti 3 artisti selezionati dalla giuria d'esperti. Per quanto riguarda il sistema di voto nella finale, il voto combinato della giuria d'esperti e il voto del pubblico ha decretato il vincitore.

## EMA Freš
EMA Freš è stata la preselezione online organizzata dall'emittente, iniziata il 29 novembre e terminata il 24 dicembre 2021. Per poter prendere parte alla selezione, gli aspiranti partecipanti devono essere artisti emergenti nel panorama musicale, non avere oltre i 26 anni d'età e di non avere oltre i 3 singoli pubblicati. Una giuria ha selezionato i 24 brani che hanno partecipato ad EMA Freš.
Due brani in competizione sono stati pubblicati ogni lunedì, martedì, mercoledì e giovedì dal 29 novembre al 18 dicembre 2021. Gli utenti online hanno scelto il loro brano preferito tra le due proposte ogni giorno, con i vincitori qualificati al round finale che si svolgeva il sabato di quella settimana (4, 11 o 18 dicembre 2021). Gli utenti online hanno scelto due brani per la finale di EMA Freš, mentre una giuria ha selezionato una terza proposta. Tre brani si sono qualificati ogni settimana per tre settimane, portando nove brani in finale.
I restanti quindici partecipanti sono passati di nuovo attraverso lo stesso processo, con duelli svoltisi dal 20 al 24 dicembre 2021. Al termine di questo processo, cinque brani si sono qualificati per la finale televisiva di EMA Freš, per un totale di quattordici finalisti.

### Partecipanti
| Artista         | Brano                    | Lingua  | Compositori |
| --------------- | ------------------------ | ------- | --- |
| Ain't Harmony   | Hočem da                 | Sloveno | Anja Ruperčič, Katarina Pangeršič, Nika Svetlin, Nina Pintar, Špela Ivančič                                                                                             |
| Anja Vodošek    | Maniac                   | Inglese | Raay, Anej Piletič |
| De Liri         | Obstajam                 | Sloveno | Zala Kores, Julija Veleski, Žan Serčič |
| Ella            | A sem dovolj?            | Sloveno | Špela Škofič, Josip-Cole Moretti, Miklavž Ašič, Jože Andrejaš, Dare Kaurič, Janez Rupnik, Aleš Berkopec, Primož Velikonja, Damjan Berkopec, Mitja Šedlbauer, Nejc Viher |
| Emma            | Moja sreča               | Sloveno | Neisha, Dejan Radičević |
| Evita           | Črno-bela                | Sloveno | Eva Šolinc, Marino Legovič, Damjana Kenda-Hussu, Simon Gomilšek, Diana Lečnik, Leon Oblak                                                                               |
| Hvala Brothers  | Gremo naprej             | Sloveno | Miha Hvala, Nejc Hvala, Rok Hvala |
| Ina             | Moj dopamin              | Sloveno | Matic Mlakar, Jure Skaza, Ina Olup |
| Jaka Hliš       | Svoje sreče krojač       | Sloveno | Jaka Hliš, Alex Volasko |
| Jon Vitezič     | Jesus Style              | Inglese | Jon Vitezič, Peter Dekleva |
| Katja Korošec   | Levo in desno            | Sloveno | Katja Korošec, Nino Oslak |
| Katja Kos       | Deadly Flower            | Inglese | Katja Kos, Mario Babojelić |
| Lara Dovier     | Ko sva se prvič spoznala | Sloveno | Andrej Bezjak, Marko Duplišak, Lara Dovier, Jure Grudnik, Miha Oblišar, Jean Markič, Marko Golubović, Samuel Waermö, Uroš Obranovič                                     |
| LaraYul         | Moja lekcija             | Sloveno | Lara Šket |
| Leya Leanne     | Naked                    | Inglese | Leya Leanne, Shawn Myers, Jonas Gladnikoff |
| LPS             | Disko                    | Sloveno | Filip Vidušin, Žiga Žvižej, Gašper Hlupič, Mark Semeja, Zala Velenšek, Jakob Korošec                                                                                    |
| Luma            | All In                   | Inglese | Lucija Harum, Martin Vogrin, Vid Turica |
| Marijan & Špela | I Am So in Love          | Inglese | Marijan Novak |
| Mia Vučković    | Telenovela               | Inglese | Aleksandar Ignjatić, Senad Smajlović, Luka Radojlović |
| Mitja Dragan    | Iščem                    | Sloveno | Boro Dolc, Darjo Peklar, Mitja Dragan, Fadila Prijatelj |
| Neli Jerot      | Magnum opus              | Sloveno | Neli Jerot, Nino Ošlak, Igor Pirkovič, Drago Mislej, Danilo Kocjančič, Franco Zabukovec, Domen Kumer, Petra Pečovnik                                                    |
| Nika S.         | Počakaj me               | Sloveno | Martin Lunder, Nace Jordan |
| Nina Sodnik     | Will You Be Enough       | Inglese | Nina Sodnik, Zvone Hranjec, Tea Vindiš, Matej Sušnik, Blaž Sotošek |
| Stela Sofia     | Tu in zdaj               | Sloveno | Stela Tavzelj, Žan Serčič |

### Primo round
Accede alla fase successiva
     Accede alla fase finale
| Artista   | Titolo        | Punteggio |
| --------- | ------------- | --------- |
| Katja Kos | Deadly Flower | 1 142     |
| Nika S.   | Počakaj me    | 1 316     |

| Artista    | Titolo      | Punteggio |
| ---------- | ----------- | --------- |
| LPS        | Disko       | 3 139     |
| Neli Jerot | Magnum opus | 419       |

| Artista      | Titolo     | Punteggio |
| ------------ | ---------- | --------- |
| Anja Vodošek | Maniac     | 1 161     |
| Stela Sofia  | Tu in zdaj | 1 974     |

| Artista     | Titolo        | Punteggio |
| ----------- | ------------- | --------- |
| Ella        | A sem dovolj? | 799       |
| Jon Vitezič | Jesus Style   | 1 536     |

| Artista     | Titolo      | Punteggio |
| ----------- | ----------- | --------- |
| Nika S.     | Počakaj me  | 877       |
| Stela Sofia | Tu in zdaj  | 1 295     |
| LPS         | Disko       | 2 455     |
| Jon Vitezič | Jesus Style | 977       |

| Artista | Titolo       | Punteggio |
| ------- | ------------ | --------- |
| Ina     | Moj dopamin  | 1 174     |
| LaraYul | Moja lekcija | 718       |

| Artista      | Titolo | Punteggio |
| ------------ | ------ | --------- |
| Luma         | All In | 1 159     |
| Mitja Dragan | Iščem  | 662       |

| Artista       | Titolo             | Punteggio |
| ------------- | ------------------ | --------- |
| Ain't Harmony | Hočem da           | 1 229     |
| Jaka Hliš     | Svoje sreče krojač | 1 295     |

| Artista     | Titolo                   | Punteggio |
| ----------- | ------------------------ | --------- |
| Evita       | Črno-bela                | 539       |
| Lara Dovier | Ko sva se prvič spoznala | 1 061     |

| Artista     | Titolo                   | Punteggio |
| ----------- | ------------------------ | --------- |
| Ina         | Moj dopamin              | 660       |
| Jaka Hliš   | Svoje sreče krojač       | 706       |
| Luma        | All In                   | 1 026     |
| Lara Dovier | Ko sva se prvič spoznala | 680       |

| Artista        | Titolo       | Punteggio |
| -------------- | ------------ | --------- |
| Hvala Brothers | Gremo naprej | 1 310     |
| Leya Leanne    | Naked        | 1 848     |

| Artista     | Titolo             | Punteggio |
| ----------- | ------------------ | --------- |
| Emma        | Moja sreča         | 1 100     |
| Nina Sodnik | Will You Be Enough | 735       |

| Artista       | Titolo        | Punteggio |
| ------------- | ------------- | --------- |
| De Liri       | Obstajam      | 1 137     |
| Katja Korošec | Levo in desno | 780       |

| Artista                         | Titolo          | Punteggio |
| ------------------------------- | --------------- | --------- |
| Marijan Novak & Špela Velikanje | I Am So in Love | 1 290     |
| Mia Vučković                    | Telenovela      | 741       |

| Artista                         | Titolo          | Punteggio |
| ------------------------------- | --------------- | --------- |
| Leya Leanne                     | Naked           | 1 237     |
| De Liri                         | Obstajam        | 643       |
| Emma                            | Moja sreča      | 622       |
| Marijan Novak & Špela Velikanje | I Am So in Love | 733       |

### Secondo round
Accede alla fase finale
| Artista       | Titolo        | Punteggio |
| ------------- | ------------- | --------- |
| Katja Korošec | Levo in desno | 374       |
| Katja Kos     | Deadly Flower | 535       |
| Neli Jerot    | Magnum opus   | 118       |

| Artista       | Titolo             | Punteggio |
| ------------- | ------------------ | --------- |
| Ain't Harmony | Hočem da           | –         |
| Anja Vodošek  | Maniac             | –         |
| Nina Sodnik   | Will You Be Enough | –         |

| Artista      | Titolo       | Punteggio |
| ------------ | ------------ | --------- |
| Emma         | Moja sreča   | 1 879     |
| LaraYul      | Moja lekcija | 1 099     |
| Mitja Dragan | Iščem        | 355       |

| Artista        | Titolo                   | Punteggio |
| -------------- | ------------------------ | --------- |
| Hvala Brothers | Gremo naprej             | 713       |
| Mia Vučković   | Telenovela               | 913       |
| Lara Dovier    | Ko sva se prvič spoznala | 712       |

| Artista | Titolo        | Punteggio |
| ------- | ------------- | --------- |
| Ella    | A sem dovolj? | 340       |
| Evita   | Črno-bela     | 371       |
| Nika S. | Počakaj me    | 705       |

### Finale
La finale di EMA Freš si è svolta il 28 gennaio 2022 presso lo Studio 1 di RTV SLO di Lubiana, e ha visto quattro artisti accedere a EMA 2022. Due posti sono stati determinati dalla giuria degli esperti mentre altri due dal voto del pubblico. Lo show è stato presentato Arne Međedović, Eva Boto e Melani Mekicar, mentre l'ordine di uscita è stato reso noto il 12 gennaio 2022.
     Qualificato dalla giuria
     Qualificato dal televoto
| #  | Artista         | Titolo             | Punteggio | Punteggio | Punteggio |
| #  | Artista         | Titolo             | Giuria    | Televoto  | Televoto  |
| -- | --------------- | ------------------ | --------- | --------- | --------- |
| 1  | Mia Vučković    | Telenovela         | 13        | 177       | 13        |
| 2  | De Liri         | Obstajam           | 4         | 173       | 14        |
| 3  | Jon Vitezič     | Jesus Style        | 10        | 624       | 5         |
| 4  | Ina             | Moj dopamin        | 8         | 325       | 10        |
| 5  | Marijan & Špela | I Am So in Love    | 14        | 357       | 9         |
| 6  | Stela Sofia     | Tu in zdaj         | 8         | 1 404     | 2         |
| 7  | Leya Leanne     | Naked              | 3         | 2 066     | 1         |
| 8  | Nika S.         | Počakaj me         | 12        | 235       | 12        |
| 9  | Katja Kos       | Deadly Flower      | 5         | 276       | 11        |
| 10 | Jaka Hliš       | Svoje sreče krojač | 11        | 543       | 7         |
| 11 | Anja Vodošek    | Maniac             | 6         | 394       | 8         |
| 12 | Emma            | Moja sreča         | 7         | 595       | 6         |
| 13 | LPS             | Disko              | 2         | 876       | 4         |
| 14 | Luma            | All In             | 1         | 984       | 3         |

## Partecipanti
RTV SLO ha selezionato i primi 16 partecipanti fra le 127 proposte ricevute, annunciati il 19 dicembre 2021. I quattro vincitori di EMA Freš sono stati annunciati il 28 gennaio 2022.
| Artista           | Titolo                | Lingua  | Compositori                                                                          |
| ----------------- | --------------------- | ------- | ------------------------------------------------------------------------------------ |
| Anabel            | Tendecy               | Inglese | Ana Teržan                                                                           |
| Batista Cadillac  | Mim pravil            | Sloveno | Urban Lutman, Matija Koritnik, Martin Štibernik, Tadej Košir, Benjamin Krnetič       |
| Bowrain & Brina   | Čas je                | Sloveno | Tine Grgurevič, Gregor Kosi                                                          |
| BQL               | Maj                   | Sloveno | Anej Piletič, Raay, Marjetka Vovk                                                    |
| David Amaro       | Še vedno si lepa      | Sloveno | Goran Šarac, Rok Lunaček                                                             |
| Eva Moškon        | Kliki                 | Sloveno | Nermin Puškar, Srečko Meolic                                                         |
| Gušti feat. Leyre | Nova romantika        | Sloveno | Miha Guštin                                                                          |
| Hauptman          | Sledim                | Sloveno | Žan Hauptman, Vid Turica                                                             |
| Jonatan Haller    | Obzorje               | Sloveno | Jonatan Haller, Satja Medvešek, Jernej Drnovšek, Miha Rednak                         |
| July Jones        | Girls Can Do Anything | Inglese | July Jones                                                                           |
| Klara Jazbec      | Vse kar imam          | Sloveno | Ani Cordero, Ed Fisher, Klara Jazbec                                                 |
| Le Serpentine     | Tud teb se lahk zgodi | Sloveno | Žiga Jokić                                                                           |
| Leya Leanne       | Naked                 | Inglese | Leya Leanne, Shawn Myers, Jonas Gladnikoff                                           |
| LPS               | Disko                 | Sloveno | Filip Vidušin, Žiga Žvižej, Gašper Hlupič, Mark Semeja, Zala Velenšek, Jakob Korošec |
| Luma              | All In                | Inglese | Lucija Harum, Martin Vogrin, Vid Turica                                              |
| Manouche          | Si sama?              | Sloveno | Robert Pikl                                                                          |
| Mia Guček         | Independiente         | Sloveno | Mia Guček, Octavian Rasinariu, Patrick Jamnik                                        |
| Stela Sofia       | Tu in zdaj            | Sloveno | Stela Tavzelj, Žan Serčič                                                            |
| Vedran Ljubenko   | H2O dieta             | Sloveno | Vedran Ljubenko, Jakov Zadro                                                         |
| Zala Smolnikar    | V ogledalu            | Sloveno | Zala Smolnikar                                                                       |

## Semifinali

### Prima semifinale
La prima semifinale si è tenuta il 5 febbraio 2022 presso lo Studio 1 di RTV Slovenija ed è stata presentata da Bojan Cvjetićanin e Melani Mekicar. L'ordine di uscita è stato reso noto il 19 gennaio 2022.
Ad accedere alla finale sono stati July Jones, David Amaro, Luma, Stela Sofia, Batista Cadillac e Manouche.
     Qualificato dalla giuria
     Qualificato dal televoto
| #  | Artista          | Titolo                | Punteggio | Punteggio | Punteggio |
| #  | Artista          | Titolo                | Giuria    | Televoto  | Televoto  |
| -- | ---------------- | --------------------- | --------- | --------- | --------- |
| 1  | July Jones       | Girls Can Do Anything | 1         | 572       | 7         |
| 2  | David Amaro      | Še vedno si lepa      | 4         | 348       | 8         |
| 3  | Le Serpentine    | Tud teb se lahk zgodi | 9         | 669       | 4         |
| 4  | Bowrain & Brina  | Čas je                | 10        | 576       | 6         |
| 5  | Luma             | All In                | 2         | 1 009     | 2         |
| 6  | Stela Sofia      | Tu in zdaj            | 7         | 1 509     | 1         |
| 7  | Jonatan Haller   | Obzorje               | 6         | 273       | 9         |
| 8  | Batista Cadillac | Mim pravil            | 3         | 598       | 5         |
| 9  | Zala Smolnikar   | V ogledalu            | 8         | 262       | 10        |
| 10 | Manouche         | Si sama?              | 5         | 960       | 3         |

### Seconda semifinale
La seconda semifinale si è tenuta il 12 febbraio 2022 presso lo Studio 1 di RTV Slovenija ed è stata presentata da Bojan Cvjetićanin e Melani Mekicar. L'ordine di uscita è stato reso noto il 19 gennaio 2022.
Ad accedere alla finale sono stati Gušti feat. Leyre, Leya Leanne, gli LPS, Anabel, i BQL e Hauptman.
     Qualificato dalla giuria
     Qualificato dal televoto
| #  | Artista           | Titolo         | Punteggio | Punteggio | Punteggio |
| #  | Artista           | Titolo         | Giuria    | Televoto  | Televoto  |
| -- | ----------------- | -------------- | --------- | --------- | --------- |
| 1  | Mia Guček         | Independiente  | 9         | 720       | 4         |
| 2  | Gušti feat. Leyre | Nova romantika | 3         | 448       | 8         |
| 3  | Klara Jazbec      | Vse kar imam   | 8         | 206       | 9         |
| 4  | Vedran Ljubenko   | H2O dieta      | 7         | 166       | 10        |
| 5  | Leya Leanne       | Naked          | 6         | 1 779     | 1         |
| 6  | LPS               | Disko          | 1         | 1 671     | 2         |
| 7  | Anabel            | Tendecy        | 4         | 463       | 7         |
| 8  | BQL               | Maj            | 5         | 848       | 3         |
| 9  | Hauptman          | Sledim         | 2         | 550       | 6         |
| 10 | Eva Moškon        | Kliki          | 10        | 661       | 5         |

## Finale
La finale si è tenuta il 19 febbraio 2022 presso il Gospodarsko di Lubiana ed è stata presentata da Bojan Cvjetićanin e Melani Mekicar. L'ordine di uscita è stato reso noto il 14 febbraio 2022. L'evento in diretta è stato guardato da 234 800 telespettatori, in leggero calo rispetto all'edizione precedente ma con il medesimo share del 27%.
A vincere il voto della giuria e il televoto sono stati rispettivamente Batista Cadillac e gli LPS; in seguito della somma delle votazioni gli LPS sono stati proclamati vincitrori.
| #  | Artista           | Titolo                | Punteggio | Punteggio | Punteggio | Punteggio | Posizione |
| #  | Artista           | Titolo                | Giuria    | Televoto  | Televoto  | Totale    | Posizione |
| -- | ----------------- | --------------------- | --------- | --------- | --------- | --------- | --------- |
| 1  | Anabel            | Tendecy               | 10        | 545       | 0         | 10        | 11        |
| 2  | Stela Sofia       | Tu in zdaj            | 8         | 962       | 15        | 23        | 10        |
| 3  | Manouche          | Si sama?              | 28        | 1 412     | 25        | 53        | 6         |
| 4  | Leya Leanne       | Naked                 | 8         | 1 018     | 20        | 28        | 9         |
| 5  | BQL               | Maj                   | 19        | 2 441     | 50        | 69        | 3         |
| 6  | Gušti feat. Leyre | Nova romantika        | 28        | 946       | 10        | 38        | 7         |
| 7  | July Jones        | Girls Can Do Anything | 32        | 1 655     | 30        | 62        | 5         |
| 8  | David Amaro       | Še vedno si lepa      | 2         | 447       | 0         | 2         | 12        |
| 9  | LPS               | Disko                 | 43        | 3 151     | 60        | 103       | 1         |
| 10 | Hauptman          | Sledim                | 29        | 833       | 5         | 34        | 8         |
| 11 | Luma              | All In                | 33        | 1 770     | 35        | 68        | 4         |
| 12 | Batista Cadillac  | Mim pravil            | 50        | 2 132     | 40        | 90        | 2         |

| Brano                 | OGAE | Parolieri | Radio | Televisione | Musicisti | Totale |
| --------------------- | ---- | --------- | ----- | ----------- | --------- | ------ |
| Tendecy               | 4    | 2         | 0     | 3           | 1         | 10     |
| Tu in zdaj            | 7    | 0         | 1     | 0           | 0         | 8      |
| Si sama?              | 2    | 7         | 7     | 4           | 8         | 28     |
| Naked                 | 0    | 1         | 2     | 0           | 5         | 8      |
| Maj                   | 5    | 3         | 3     | 2           | 6         | 19     |
| Nova romantika        | 3    | 6         | 10    | 5           | 4         | 28     |
| Girls Can Do Anything | 10   | 5         | 4     | 6           | 7         | 32     |
| Še vedno si lepa      | 1    | 0         | 0     | 1           | 0         | 2      |
| Disko                 | 8    | 10        | 5     | 10          | 10        | 43     |
| Sledim                | 0    | 8         | 12    | 7           | 2         | 29     |
| All In                | 12   | 4         | 6     | 8           | 3         | 33     |
| Mim pravil            | 6    | 12        | 8     | 12          | 12        | 50     |

## Ascolti
| Puntata    | Messa in onda    | Telespettatori | Share  | Note   |
| ---------- | ---------------- | -------------- | ------ | ------ |
| EMA Freš   | 28 gennaio 2022  | 153 500        | 17,00% | [ 15 ] |
| Semifinali | 5 febbraio 2022  | 148 600        | 16,00% | [ 15 ] |
| Semifinali | 12 febbraio 2022 | 126 100        | 15,00% | [ 15 ] |
| Finale     | 19 febbraio 2022 | 234 800        | 27,00% | [ 15 ] |
| Media      | Media            | 165 700        | 18,70% |        |